# ناحیه رأس العیون
رأس العیون (به عربی: رأس العیون) یک ناحیه در الجزایر است که در استان باتنه واقع شده‌است.